# Maurice De Korte
Maurice De Korte (ook wel geschreven als de Korte of Dekorte) (Schaarbeek, 8 augustus 1889 - Watermaal-Bosvoorde, 5 april 1971) was een Belgisch beeldhouwer.

## Biografie
Maurice De Korte werd in 1889 geboren in Schaarbeek. In 1907 begon De Korte aan een opleiding als beeldhouwer aan de Koninklijke Academie voor Schone Kunsten van Brussel, onder leiding van Victor Rousseau. Hij volgde er tevens schilderlessen bij Paul Dubois en Emile Fabry. In 1913 behaalde De Korte de tweede plaats in de Godecharleprijs voor zijn bas-reliëf Funérailles (begrafenis) dat momenteel op de gemeentelijke begraafplaats Vogelenzang staat.
In 1922 vestigde De Korte zich te Anderlecht en van 1923 tot 1958 was hij actief als docent beeldhouwen aan de Académie des Beaux-Arts te Doornik en zijn werken worden tentoongesteld bij de Cercle Artistique in Doornik, de Gulden Vliesgalerij in Brussel en in Luik. Bij sommige van zijn persoonlijke tentoonstellingen werden ook werken van zijn leerlingen getoond, zoals de beeldhouwer George Grard.
Bij de bouw van de Eeuwfeestpaleizen aan de Heizel voor de Wereldtentoonstelling van 1935 werden in opdracht van de hoofdarchitect Joseph Van Neck twee beeldhouwwerken gemaakt, l'Agriculture (de landbouw) en l'Industrie (de industrie) die nu nog prijken op wat vandaag aangeduid wordt als "Paleis 5".
Vanaf 1946 legde De Korte zich toe op beeldhouwwerken in openlucht en een aantal van zijn werken zijn te vinden in parken en andere publieke plaatsen, zoals La Demoiselle à la Coquille (de juffrouw met de schelp) in het Park van Vorst, Maternité (moederschap) in het Josaphatpark van Schaarbeek en Baigneuse (baadster) in het Provinciaal domein van Huizingen.
Verschillende van zijn werken zijn ook te bezichtigen in het Museum voor Schone Kunsten in Doornik en het Museum voor Schone Kunsten in Luik.

## Oeuvre (selectie)
- Funérailles, bas-reliëf, ingang Vogelenzangkerkhof, Anderlecht (1914)
- La demoiselle à coquille, Park van Vorst, Vorst (1933)
- l’Agriculture, Eeuwfeestpaleizen, Heizel, Brussel (1935)
- l’Industrie, Eeuwfeestpaleizen, Heizel, Brussel (1935)
- Maternité, steen, Josaphatpark, Schaarbeek (1949)
- Enfant, kerkhof van Elsene, Kroonlaan, Elsene
- Baigneuse, Provinciaal domein van Huizingen
- Nocturne, grafmonument, kerkhof van Doornik
- La Femme assise, Astridpark, Anderlecht